# Jekaterina Wladimirowna Lermontowa

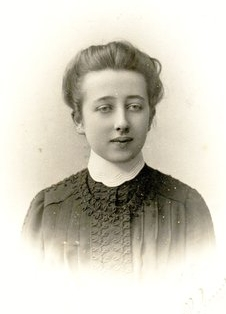
Jekaterina Wladimirowna Lermontowa, vor 1914

Jekaterina Wladimirowna Lermontowa (russisch Екатерина Владимировна Лермонтова; * 30. Januarjul. / 11. Februar 1889greg. in St. Petersburg; † 9. Januar 1942 in Leningrad) war eine russisch-sowjetische Geologin und Paläontologin.

## Leben
Jekaterina Lermontowa war das vierte Kind des adligen Physikers Wladimir Wladimirowitsch Lermontow, verwandt mit dem Dichter Michail Jurjewitsch Lermontow. Sie besuchte in St. Petersburg das Kolomenskaja-Mädchengymnasium, das sie mit einer Silbermedaille verließ. 1905 begann sie das Studium in St. Petersburg an dem neuen Pädagogischen Institut für Frauen in der Physikalisch-Mathematischen Fakultät in der Fachrichtung Naturwissenschaften und Geographie. Nach dem Studienabschluss unterrichtete sie am Gymnasium. 1912 bestand sie die Prüfungen an der Universität St. Petersburg und erhielt das Diplom I. Klasse.
Auf Einladung des Zoologen Walentin Alexandrowitsch Dogel arbeitete Lermontowa nun im Laboratorium für Zoologie der Wirbellosen der Universität St. Petersburg. 1913 führte sie auf der Biologischen Station Murmansk wissenschaftliche Untersuchungen durch. 1915 gab sie die Arbeit im Universitätslaboratorium auf, um ihre kranke Schwester Nadeschda nach Bachtschyssaraj und dann nach Samarqand zu begleiten. 1916 kehrte sie nach Petrograd zurück und unterrichtete an einer Schule. Nach der Oktoberrevolution lehrte sie auch an der RabFak der Universität Petrograd.
Im Jahr 1921 wurde Lermontowa Mitarbeiterin des Geologischen Komitees. Unter der Leitung Nikolai Nikolajewitsch Jakowlews studierte sie die Trilobiten des Kambriums. Sie untersuchte die Trilobitenfauna Sibirias, des Kusnezker Alataus, des Ostsajans, des Südurals, Kasachstans und des Südferghanatals. Das Ergebnis ihrer Arbeit war die erste stratigraphische Tabelle der Sedimente des Kambriums Ostsibiriens.
Nach der Auflösung des Geologischen Komitees 1930 arbeitete Lermontowa in dem 1931 gegründeten Zentralen Forschungsinstitut für Geologische Exploration (ZNIGRI), das 1939 das Allrussische Geologische Forschungsinstitut (WSEGEI) wurde. Ab 1940 bereitete sie die Veröffentlichung des ersten Bandes ihrer Monografie über die Trilobiten des Kambriums vor. Als nach Beginn des Deutsch-Sowjetischen Kriegs und der Leningrader Blockade das Geologische Forschungsinstitut evakuiert wurde, weigerte Lermontowa sich mitzufahren, um bei ihrer nicht reisefähigen Mutter zu bleiben. Darauf beschloss die Institutsleitung ihre Entlassung. Lermontowa starb am 9. Januar 1942 im blockierten Leningrad und wurde in einem Massengrab beigesetzt.
Lermontowas Namen tragen fossile Tierarten und Algen sowie biostratigraphische Einheiten.